# Ștefan Niculescu
Ștefan Niculescu (Moreni, Dâmbovița, Romania, 31 de juliol, 1927  – Bucarest, Romania, 22 de gener, 2008) va ser un compositor, musicòleg i professor universitari romanès. La seva obra s'emmarca dins l'àrea de la música culta contemporània i abasta nombrosos gèneres musicals. Niculescu estava interessat en el folklore musical de l'Extrem Orient, l'heterofonia i la música electrònica. Durant molts anys, va ensenyar composició al Conservatori de Bucarest.
Va ser membre de ple dret de l'Acadèmia Romanesa i doctor honoris causa de l'Acadèmia de Música de Cluj. Va rebre el Premi Herder (1994), el premi de musicologia de l'Acadèmia Francesa (1972) i nombroses altres distincions. Niculescu va ser membre de la U.C.M.R. i de la S.A.C.E.M. (París).

## Estudis
Entre 1941 i 1946, Niculescu va estudiar a la Reial Acadèmia de Música de Bucarest. Després va canviar a l'enginyeria (estudiant a l'Institut de Construccions Civils de Bucarest fins al 1950), i finalment va tornar a l'Acadèmia de Música. Allà va estudiar composició amb Mihail Andricu, entre 1951 i 1957. Va tenir l'oportunitat inesperada (en el context del règim polític del país) d'assistir a l'Escola de Música Nova de Darmstadt (1966–1969) i als Cursos de Música Electrònica de l'Estudi Siemens de Munic (1966).

## Activitat
En l'àmbit docent

Entre 1958 i 1960 va treballar com a professor de piano, després com a investigador a l'Institut d'Història de l'Art (1960–1963). Des de 1963 és professor universitari al Conservatori de Bucarest, on ensenya anàlisi musical i composició; cessa la seva activitat el 1987 i hi torna sis anys després. El 2001, rep el títol de vicerector honorari d'aquesta institució.
Al llarg de tota la seva carrera, ha mantingut un gran interès per l'educació musical. Una altra de les seves preocupacions va ser la relació entre el músic i el públic. A la dècada de 1970, va contribuir a la popularització de la nova música a través d'exposicions (acompanyades d'escoltes fonogràfiques) a Bucarest juntament amb Șerban Stănciulescu. El 1991, va fundar la Setmana Internacional de Música Nova a Bucarest.
Compositor

Entre els compositors estrangers que van marcar el seu estil, Niculescu va citar Iannis Xenakis i Pierre Boulez. Va apreciar l'interès d'aquest últim per la música heterofònica, que ell mateix estudiaria a través de la música tradicional del sud-est asiàtic (per exemple, els conjunts gamelan d'Indonèsia).
Va compondre més de 70 obres en diversos gèneres (per a conjunts de cambra o simfònics, amb veu, música d'òpera). La música de Niculescu veu la llum a Editura Muzicală, Éditions Salabert, Ars Viva/B. Schött's Söhne Musikverlag (Magúncia), Gerig Musikverlag (Colònia). Les seves obres estan enregistrades a Electrecord (Romania), Erato (França), Attacca Records (Països Baixos).
Musicòleg

Va contribuir a la compilació de la monografia "George Enescu" (1972, Editorial de l'Acadèmia Romanesa), per la qual va ser guardonat amb el Premi de l'Acadèmia Francesa. El volum Reflexions sobre la música, Editorial Musical, Bucarest, 1980, reuneix les seves importants contribucions teòriques.

## Obres seleccionades
Música orquestral (simfònica)

- Simfonia núm. 1 (1956), per a gran orquestra
- Heteromorphie[7] (fr. Heteromorphie, 1967), per a orquestra
- Unisonos I (1970), per a orquestra
- Unisonos II (1971), per a orquestra
- Ison I (1973), per a orquestra
- Ison II (1975), per a orquestra
- Simfonia núm. 2 "Opus dacicum" (1980), per a gran orquestra
- Sincronie II (1981), per a orquestra
- Simfonia núm. 3 "Cantos" (1984–1986), per a instruments de vent fusta solistes i orquestra (hi ha tres versions, amb solistes diferents)
- Simfonia núm. 4 "Deisis" (1995)
- Cinquena Simfonia "Litanies" (1997)
- Formants (a.f.)

Música de cambra

- Inventions (1963), per a clarinet i piano
- Echos I (1977), per a violí
- Ricercare in uno (1984), per a sintetitzador, clarinet i violí
- Hétérophonies pour Montreux (1986), per a cinc instruments
- Octuplum (1987), per a vuit instruments
- Chant-son (1989), per a saxòfon
- Sequentia (1994), per a sis instruments
- Undecimum (1998), per a onze instruments

Música vocal

- tres cantates (1959–1965)
- Aforismes d'Heràclit (1969), per a 20 veus solistes
- Invocatio (1988), simfonia coral
- Axion (1992), per a cor femení i saxòfon
- Psalmus (1993), per a sis veus

Teatre líric

- El llibre amb Apolodor (impremtada el 1975, Cluj-Napoca), òpera-ballet per a nens. Llibret de Gellu Naum[8]

Música de cinema

- El camí cap a la victòria o la clau dels somnis (1966)
- Faust XX (1966)

## Premis i distincions. Títols honorífics
- Acadèmia Romanesa (premi de composició – 1962, premi de musicologia – 1972)
- Acadèmia Francesa (premi de musicologia – 1972)
- Unió de Compositors i Musicòlegs de Romania (premis de composició el 1975, 1977, 1981, 1983, 1985, 1986, 1988, 1998; gran premi el 1994)
- Premi "Gottfried von Herder" (1994, per la trajectòria professional)
- Festival de Música Religiosa de Montreux-Vevey (premi a la trajectòria professional)
- Va esdevenir membre corresponent de l'Acadèmia Romanesa el 1993 i després acadèmic de ple dret (1997). Va ser nomenat doctor honoris causa per l'Acadèmia de Música de Cluj.

## Condecoracions
- Medalla al "Mèrit Cultural", 1a classe (26 de setembre de 1966) "per mèrits destacats en l'àmbit literari, artístic i de difusió de la cultura nacional, amb motiu del Centenari de l'Acadèmia de la República Socialista de Romania"[9]
- Ordre Nacional "Estrella de Romania" en el rang de Comandant (1 de desembre de 2000) "per assoliments artístics destacats i per a la promoció de la cultura, en el Dia Nacional de Romania"[10]